# Светамаринска кула
Светамаринската кула (на гръцки: Πύργος Αγίας Μαρίνας Δάφνης) е средновековно отбранително съоръжение, разположено северно от сярското село Кизили (Ореския) и северозападно от Ежово (Дафни), Северна Гърция.

## Местоположение
Кулата е разположена на 1 km северно от Кизили, на нисък хълм от северната страна на Ежовица. На същия хълм близо до кулата има скален параклис „Света Марина“, който дава името на кулата.

## История
Параклисът е споменат в документ от XI век като „Света Богородица Пещерна“, метох на Иверския манастир. Кулата вероятно е построена в първата половина ΧΙV век и целта ѝ е била защита на християнския храм. Основната причина за това датиране е наличието на контрафорси, които са били често срещана характеристика на кулите от този период в Централна Македония. Кулата не се споменава в историческите извори. Може би е унищожена сравнително рано.
В 1979 година кулата е обявена за защитен паметник на културата.

## Описание
Кулата е с правоъгълен план. Вътрешните размери на кулата са 7,0 m x 10,7 m. Максималната оцеляла височина от северозападната страна е 4,50 m височина и 1,80 m дебелина. Част от западната страна и целият югозападен ъгъл са срутени, а останалите страни не са запазени на голяма височина.
Зидарията е от сиви полуобработени камъни и инкрустирани тухли. Материалите са свързани със здрав варов разтвор. Външните ъгли и страни се поддържат с общо 14 подпори. Кулаата е била масивна.  В оригиналната си форма тя трябва да е била много подобна Кучоската кула. и на Айвасилската кулата и височината й трябва да е била почти 15 метра.